# Johann Müller (Politiker, 1924)
Johann Müller (* 16. Juni 1924 in Großwarasdorf; † 16. August 2006) war ein österreichischer Politiker (ÖVP) und Verwaltungsjurist. Müller war von 1960 bis 1968 Abgeordneter zum Burgenländischen Landtag.

## Leben
Müller besucht die Volksschule in Großwarasdorf und absolvierte im Anschluss das Gymnasium Wien XIII, an dem er 1942 die Matura ablegte. Danach studierte er Rechtswissenschaften an der Universität Wien, wobei er jedoch von 1943 bis 1945 in der Wehrmacht diente und in jugoslawische Kriegsgefangenschaft geriet. Nach der Rückkehr aus dem Krieg schloss er 1948 sein Studium mit der Promotion zum Dr. jur. ab und gründete im selben Jahr den „Kroatischen Akademikerklub“. Zudem war er Mitbegründer des „Kroatischen Pressevereins“. Beruflich war Müller zwischen 1949 und 1967 im Dienst des Landes Burgenlandes tätig, wobei er für das Amt der Burgenländischen Landesregierung und die Bezirkshauptmannschaft Neusiedl am See arbeitete. Er war dabei zwischen 1952 und 1962 Sekretär von Lorenz Karall und Johann Wagner sowie des ÖVP-Landtagsklubs. Müller wurde 1958 zum Regierungsrat und 1963 zum Oberregierungsrat ernannt. Er war zudem von 1974 bis 1988 Präsident des „Kroatischen Kulturvereins“ im Burgenland.
Müller vertrat die ÖVP zwischen dem 5. Mai 1960 und dem 17. April 1968 im Burgenländischen Landtag. Er war ab 1958 Vorstandsmitglied der BEWAG sowie zwischen 1962 und 1984 deren Vorstandsdirektor. 1984 verabschiedete sich Müller in die Pension.
Müller wurde als Sohn des Fabrikarbeiters und Schmiedes Johann Müller geboren, wobei sein Vater in Wien arbeitete. Er wuchs mit burgenlandkroatischer Sprache auf und war verheiratet.

## Auszeichnungen
- 1991 Ehrenpräsident der Österreichischen Liga für Menschenrechte